# نيلس يونسون
نيلس يونسون هو سياسي سويدي، ولد في عقد 1390، وتوفي في  أكتوبر 1450. انتخب فارس وانتخب وصي العرش.